# Jean-Georges-Henri Grünfelder
Jean-Georges-Henri Grünfelder, francoski general, * 1884, † 1954.